# 哥倫比亞 (密蘇里州)
哥倫比亞，也譯哥城，是美国密苏里州内的第五大城市，人口估计约有100,733（2008年）。城市作为布恩县县城，亦是拥有164,283人口的哥伦比亚都会区主要组成部分。

## 歷史
哥伦比亚在前哥伦布时代就有土著人定居。1818年，一群定居者通过史密斯顿土地公司（Smithton Land Company）购买了超过两千英亩（合8平方公里）的土地 ，建立了史密斯顿村，位于现哥伦比亚市中心附近。1821年，定居者搬迁并重新命名村落为哥伦比亚——即诗中的美国。1839年密苏里大学的建立使城市成为了一个教育和研究的中心。1851年，另外两个高等教育机构—— 斯蒂芬斯学院（Stephens College）和哥伦比亚学院（Columbia College）（后者又称密苏里哥伦比亚学院 Columbia College of Missouri）在此建立。

## 地理
哥伦比亚地处密苏里河支流流域，向东70英里可到圣路易斯，向西100英里可到堪萨斯大都会，大致等距。

## 经济
今日，哥伦比亚经济高度多样化，商业氛围名列前茅。但教育，医疗和保险业始终占主导地位，绝不是工业和制造业的中心。哥伦比亚在美国《货币杂志》（Money Magazine）的最适人居城市年度名单中曾被评为第二，并定期在排名前100位。

## 教育
密苏里大学坐落于此。大学城以政治自由的气氛闻名于美国，被称为“密苏里的雅典”、“美国大学城”或“CoMO”（即城市全称的缩写）。在哥伦比亚，超过半数以上的市民拥有学士学位，并有超过四分之一的市民拥有研究生学位，这使得其成为美国高等教育率排名第十三的基层政权。

## 友好城市
- 庫塔伊西
- 日本松任市
- 羅馬尼亞錫比烏
- 順天市
- 中国崂山区